# 2F-QMPSB
2F-QMPSB（SGT-13）は、QMPSBのフッ素化誘導体であるアリルスルホンアミドベースの合成カンナビノイドであり、デザイナードラッグとして販売されている。その存在は2019年1月にイタリアの犯罪科学研究所によって初めて報告され、その後、ラトビアで違法とされた。テール基のフッ素化は、カンナビノイド受容体における効果を増大させるための一般的な方法であり、多くの関連化合物群に見られる。